# Stazione di Galliera Veneta-Tombolo
La stazione di Galliera Veneta-Tombolo è una fermata ferroviaria a servizio dei due omonimi comuni, posta lungo la linea Vicenza-Treviso fra le stazioni di Cittadella e San Martino di Lupari.

## Storia
La fermata di Galliera Veneta-Tombolo venne attivata nel 1940.

## Strutture e impianti
Fino all'inizio del secolo nostro a ovest della stazione si trovava un passaggio a livello, sostituito da un sottopassaggio a 150 m dalla stazione: è sottoposta a videosorveglianza per prevenire atti vandalici.

## Movimento
La stazione è servita da treni regionali svolti da Trenitalia nell'ambito del contratto di servizio stipulato con le regioni interessate.